# Rémi Garde
Rémi Garde (* 3. dubna 1966 v L'Arbresle) je bývalý francouzský fotbalista a reprezentant a bývalý trenér Aston Villa FC.
Ve funkci trenéra Lyonu byl od 22. června 2011, kdy nahradil Claude Puela.

## Ocenění

### Trenérské
Olympique Lyon
- Francouzský pohár: 2011/12
- Trophée des champions: 2012